# Dieue-sur-Meuse
Dieue-sur-Meuse is een Franse gemeente in het arrondissement Verdun in het departement Meuse (regio Grand Est). Dieue-sur-Meuse telde op 1 januari 2022 1.452 inwoners.

## Geschiedenis
Vanaf de oprichting op 30 januari 1790 maakte de gemeente Dieue deel uit van het kanton Verdun. Op 1 januari 1973 fuseerde het met Génicourt-sur-Meuse tot de gemeente Dieue-Génicourt. Deze gemeente werd bij de opheffing van het kanton Verdun op 23 juli 1973 ingedeeld bij het nieuwe kanton Verdun-Est. Op 31 januari werd de gemeente Dieue-Génicourt weer gesplitst. In maart 2015 werd het kanton Verdun-Est opgeheven en werden zowel Dieue-sur-Meuse als Génicourt-sur-Meuse ingedeeld bij het het tegenwoordige kanton Dieue-sur-Meuse.

## Geografie
De oppervlakte van Dieue-sur-Meuse bedroeg op 1 januari 2022 15,78 vierkante kilometer; de bevolkingsdichtheid was toen 92 inwoners per km².

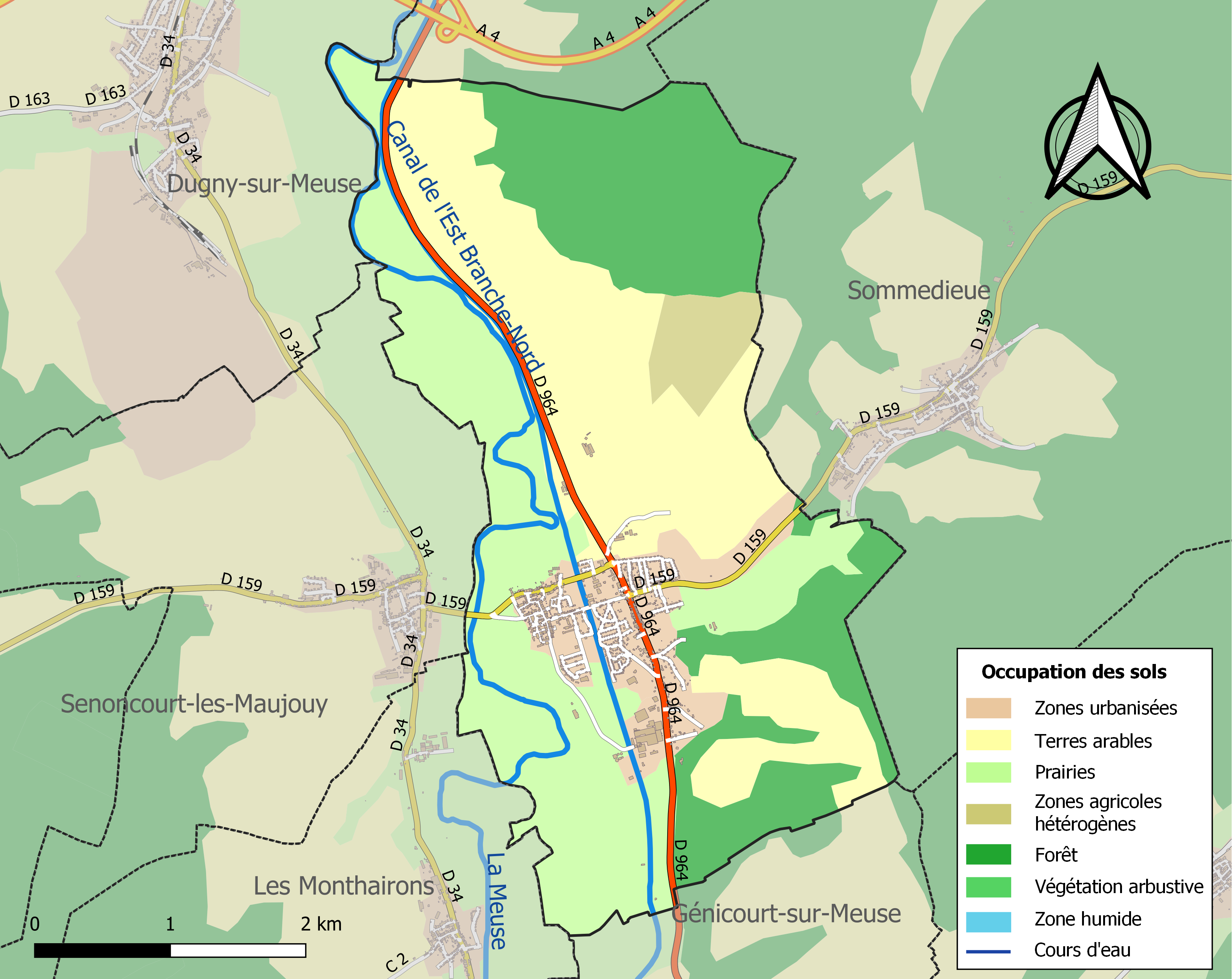
Kaart van de gemeente met de belangrijkste infrastructuur, bodemgebruik en omliggende gemeenten

## Demografie
Onderstaande figuur toont het verloop van het inwonertal (bron: INSEE-tellingen).